# 寧王府
宁王府位於南昌子固路（西大街）中段，為明朝甯獻王朱權改封南昌後所營建的王府。
第四代宁王朱宸濠起事前，曾于府内招揽天下贤士，其中包括名重于时的唐伯虎、文征明等江南文人。宁王府第建築規模宏偉，雕樑畫棟。但因年代久遠，僅頭門尚存。頭門兩壁還嵌有婁妃所寫的“屏翰”二字，高8尺，寬6尺，用青石所刻。宸濠之亂失敗後，寧王府從而廢。
清代寧王府改為藩署。1949年後，南昌市政府、江西省文藝學院（後改為文藝學校）都曾設址於此。